# Аш-Шабаб (футбольний клуб, Дубай)
Арабський клуб «Аш-Шабаб» або просто «Аш-Шабаб» (араб. نادي الشباب العربي, у пер.: Арабський молодіжний клуб) — колишній еміратський футбольний клуб з міста Дубай. У липні 2017 року об'єднався з іншими дубайськими клубами «Дубай» та «Аль-Аглі» для створення клубу «Шабаб Аль-Ахлі Дубай».

## Історія
Заснований в 1958 році, домашні матчі проводить на арені «Мактум бін Рашид», що вміщає 20 000 глядачів. На даний момент виступає в Футбольній лізі ОАЕ. Клуб сім разів ставав чемпіоном ОАЕ і п'ять разів перемагав в Кубку країни.

## Досягнення
- Чемпіонат ОАЕ:
  -  Чемпіон (7): 1981–82, 1984–85, 1989–90, 1990–91, 1994–95, 2002–03, 2007–08

- Кубок Президента ОАЕ:
  -  Володар (4): 1980–81, 1989–90, 1993–94, 1996–97
  -  Фіналіст (7): 1976–77, 1984–85, 1987–88, 1998–99, 2008–09, 2009–10, 2012–13

- Етісалат Емірейтс Кап
  -  Володар (1): 2010–11

- Суперкубок ОАЕ:
  -  Володар (2): 1992, 1993

- Клубний кубок чемпіонів Перської затоки:
  -  Володар (3): 1992, 2011, 2015

## Відомі гравці
| - Маркос Асонссау - Фабіо Коста - Баба Адаму - Прінс Таго - Мусавенкосі Мгуні - Алі Даеї - Джавад Каземян | - Давід Феррейра - Абдулкадір Хассан - Роберто Холсен - Мирослав Сович - Мірджалол Касимов - Азіз Хайдаров - Карлос Вільянуева |

## Відомі тренери
| - Дейв Макай (1983—1984) - Клод Ле Руа (1985) - Маркос Пакета (1988—1989) - Іліє Балач (1994—1996, 2006—2007) - Рінус Ісраел (1999—2000) | - Душан Рудольський (2001—2002) - Джемал Хаджиабдич (2004—2006) - Тоніньйо Серезо (2008—2009) - Пауло Бонамінго (2009—2012) - Маркос Пакета (2012—2014) | - Кайо Жуніор (2014—2016) - Фред Рюттен (2016—2017) |